# Finnish International 1996
Die Finnish International 1996 fanden vom 4. bis zum 7. Januar 1996 in Helsinki statt. Auf der IBF-Turnierskala erreichte es die Wertung A. Es war die fünfte Austragung dieser internationalen Meisterschaften von Finnland im Badminton.

## Medaillengewinner
| Disziplin    | Gold                           | Silber                            | Bronze                             |
| ------------ | ------------------------------ | --------------------------------- | ---------------------------------- |
| Herreneinzel | Rikard Magnusson               | Anders Nielsen                    | Anders Boesen                      |
| Herreneinzel | Rikard Magnusson               | Anders Nielsen                    | Peter Gade                         |
| Dameneinzel  | Joanne Muggeridge              | Kelly Morgan                      | Karolina Ericsson                  |
| Dameneinzel  | Joanne Muggeridge              | Kelly Morgan                      | Michelle Rasmussen                 |
| Herrendoppel | James Anderson Ian Pearson     | Henrik Andersson Johan Tholinsson | Manuel Dubrulle Vincent Laigle     |
| Herrendoppel | James Anderson Ian Pearson     | Henrik Andersson Johan Tholinsson | Artur Khachaturyan Sergey Melnikov |
| Damendoppel  | Kelly Morgan Joanne Muggeridge | Nichola Beck Joanne Davies        | Emma Chaffin Tracey Hallam         |
| Damendoppel  | Kelly Morgan Joanne Muggeridge | Nichola Beck Joanne Davies        | Christelle Mol Tatiana Vattier     |
| Mixed        | James Anderson Emma Chaffin    | Trond Wåland Camilla Silwer       | Artur Khachaturyan Ella Karachkova |
| Mixed        | James Anderson Emma Chaffin    | Trond Wåland Camilla Silwer       | Manuel Dubrulle Virginie Delvingt  |

## Finalergebnisse
| Disziplin    | Sieger                         | Finalist                          | Ergebnis         |
| ------------ | ------------------------------ | --------------------------------- | ---------------- |
| Herreneinzel | Rikard Magnusson               | Anders Nielsen                    | 15–6, 15–8       |
| Dameneinzel  | Joanne Muggeridge              | Kelly Morgan                      | 12–10, 11–5      |
| Herrendoppel | James Anderson Ian Pearson     | Henrik Andersson Johan Tholinsson | 15–4, 9–15, 15–2 |
| Damendoppel  | Kelly Morgan Joanne Muggeridge | Nichola Beck Joanne Davies        | 15–3, 15–10      |
| Mixed        | James Anderson Emma Chaffin    | Trond Wåland Camilla Silwer       | 15–13, 15–4      |